# Ферндејл (Флорида)
Ферндејл (енгл. Ferndale) насељено је место без административног статуса у америчкој савезној држави Флорида.

## Демографија
По попису из 2010. године број становника је 472, што је 239 (102,6%) становника више него 2000. године.
| Група             | 2000.       | 2010.       |
| Белци             | 222 (95,3%) | 438 (92,8%) |
| Афроамериканци    | 1 (0,4%)    | 5 (1,1%)    |
| Азијати           | 0 (0,0%)    | 4 (0,8%)    |
| Хиспаноамериканци | 9 (3,9%)    | 22 (4,7%)   |
| Укупно            | 233         | 472         |